# تپه مرسه
تپه مرسه مربوط به مس و سنگ است و در شهرستان قروه، بخش ییلاق، دهستان ییلاق جنوبی، روستای سرنجیانه واقع شده و این اثر در تاریخ ۱۴ اسفند ۱۳۸۵ با شمارهٔ ثبت ۱۷۷۸۱ به‌عنوان یکی از آثار ملی ایران به ثبت رسیده است.